# Puntius rhomboocellatus
Puntius rhomboocellatus es una especie de peces de la familia de los Cyprinidae en el orden de los Cypriniformes.

## Morfología
Los machos pueden alcanzar los 8,8 cm de longitud total.

## Distribución geográfica
Se encuentra en Borneo. 